# Zotico di Costantinopoli
Zotico (Roma, IV secolo – Costantinopoli, 350) è stato un religioso romano, venerato come santo.

## Agiografia
Zotico, nato e cresciuto a Roma, era sacerdote. Nel 330 seguì l'imperatore Costantino a Bisanzio per collaborare a creare la nuova Costantinopoli. Qui fu particolarmente attivo per circa vent'anni nel creare opere di carità che potessero dare sollievo materiale alla gran massa di indigenti presenti nella nuova capitale dell'impero romano. Con l'aiuto di Costantino costruì un ospedale per i poveri, che funzionava secondo l'antico concetto di struttura a scopo caritativo, dove si faceva fronte sia alla povertà che all'infermità (paupertas et infirmitas), seguendo la parabola del buon samaritano. In esso venivano accolti sia i pellegrini in viaggio per la Palestina, sia i poveri che venivano accolti, sfamati e curati, se malati.
Zotico nel realizzare una vera e propria struttura stabile destinata all'ospitalità, seguì i dettami espressi durante il Primo concilio di Nicea del 325, in cui la nascente Chiesa cattolica aveva stabilito ufficialmente che fra i suoi compiti più importanti vi era quello di provvedere ai poveri, alle vedove e ai forestieri. Compito che peraltro era già svolto dai diaconi e dagli xenodochi, fin dai tempi della Chiesa primitiva.
Era stata anche raccomandata la costruzione di un ospedale in ogni città sede di diocesi.
Zotico costruì a Costantinopoli anche un orfanotrofio.
Quando, dopo la morte di Costantino, con l'ascesa al trono imperiale di Costanzo, vi fu un'ondata di arianesimo, Zotico restò sempre fedele al papa e all'ortodossia cristiana sancita dai decreti del concilio di Nicea.

## Culto
Il Martirologio romano fissa la memoria liturgica il 31 dicembre: "A Costantinopoli, san Zotico, sacerdote, che provvide al sostentamento degli orfani".